# Cottus microstomus
Cottus microstomus is een zoetwaterdonderpad die voorkomt in een groot deel van Polen en de bovenlopen van het stroomgebied van de Dnjestr. De soort hybridiseert met Cottus gobio en Cottus koshewnikowi in de zone waarin de verspreidingsgebieden elkaar overlappen.
Deze vissoort behoort tot de 15 in Europa voorkomende soorten uit het geslacht Cottus. Dit zijn zoetwatervissen uit een familie van zowel zoet- als zoutwatervissen, de donderpadden.